# سفته (فتح‌آباد)
سفته یک روستا در ایران است که در دهستان فتح‌آباد شهرستان بافت واقع شده‌است. سفته ۲۶ نفر جمعیت دارد.